# Kid Icarus: Of Myths and Monsters
Kid Icarus: Of Myths and Monsters é um jogo da série da Nintendo, Kid Icarus. Kid Icarus: Of Myths and Monsters foi lançado para Game Boy em 1991 e em 2012 ganhou uma versão do Virtual Console para a Nintendo 3DS. Esse jogo entrou para a lista dos 18 melhores jogos do Game Boy segundo a Nintendo Power.